# Bisdom Xochimilco
Het bisdom Xochimilco (Latijn: Dioecesis Xochimilcensis) is een rooms-katholiek bisdom met als zetel Xochimilco, een gemeente in Mexico-Stad, in Mexico. Het bisdom is suffragaan aan het aartsbisdom Mexico. 

## Geschiedenis
Het bisdom werd opgericht op 28 september 2019, uit delen van het aartsbisdom Mexico.

## Parochies
Het bisdom had in 2020 een oppervlakte van 433 km2 en telde 769.250 inwoners waarvan 85,1% rooms-katholiek was.

## Bisschoppen
- Andrés Vargas Peña (28 september 2019 - heden)

Mexico (aartsbisdom) · Azcapotzalco · Iztapalapa · Xochimilco